# Collegio superiore dell'università di Bologna
Il Collegio Superiore dell'Alma mater studiorum - Università di Bologna è l'istituzione d'eccellenza dell'Università di Bologna, finalizzata alla valorizzazione del merito degli studenti attraverso percorsi didattici paralleli agli studi universitari ordinari, orientati verso l'interdisciplinarità. La Scuola è stata fondata nel 1998, durante il rettorato di Fabio Roversi Monaco, con il nome di Collegio d'Eccellenza. Insieme all'Istituto di Studi Avanzati (ISA) forma l'Istituto di Studi Superiori dell'Università di Bologna.
Il Collegio Superiore offre un percorso formativo a studenti iscritti a un corso di laurea dell'Università di Bologna, integrando i percorsi curriculari con insegnamenti specialistici e con itinerari di carattere interdisciplinare. Ogni Allievo del Collegio Superiore gode di una borsa di studio e di benefici quali l'assistenza da parte di un tutor personale e l'alloggio gratuito nella Residenza di studi superiori. La permanenza in Collegio è garantita dal mantenimento di un profitto elevato nei corsi universitari e nelle prove finali della didattica integrativa.
A partire dall'anno accademico 2022-2023, il Collegio superiore ha attivato l'International PhD College (I-PHD), che consiste in un percorso parallelo ai corsi di Dottorato di ricerca dell'Università di Bologna, diretto a studenti italiani e internazionali.
Da settembre 2024 la direttrice del Collegio superiore è Stefania Pellegrini, professoressa ordinaria di sociologia del diritto presso l'Università di Bologna.

## Ammissione
Il Collegio Superiore è una istituzione fondata sul principio di pari opportunità: l’ammissione avviene esclusivamente sulla base del merito e mediante concorso di ammissione. La partecipazione alla selezione è aperta a tutti i cittadini italiani e stranieri che intendono iscriversi per la prima volta in assoluto a un corso di laurea. I collegiali possono iscriversi a qualsiasi corso di laurea dell'Ateneo di Bologna, compresi quelli nelle altre sedi del Multicampus. Scopo della selezione è accertare il merito, la vocazione allo studio e la motivazione personale dei candidati.
La prova di ammissione di primo ciclo consiste in:
- una preselezione con TOLC-I e/o TOLC-SU
- una prova scritta che valuta le capacità argomentative, e la cultura generale delle candidate e candidati
- una prova orale per le candidate e candidati selezionati, che valuta le capacità argomentative e di ragionamento critico, nonché la cultura generale.

La prova di ammissione di secondo ciclo consiste in:
- una preselezione basata sulla valutazione dei titoli
- una prova orale che valuta sia le capacità di ragionamento critico sia le conoscenze sviluppate dalla candidata o candidato nel proprio ambito di studi.[3]

La prova di ammissione di terzo ciclo (I-PHD) consiste in:
- una preselezione basata sulla valutazione dei titoli
- una prova orale che valuta le capacità argomentative ed espositive, i riferimenti culturali, e il livello di lingua inglese della candidata o candidato.[4]

## Relazioni nazionali e internazionali
Il Collegio Superiore ha siglato accordi di scambio esclusivi con le École Normale Supérieure di Parigi e Lione e con lo Stiftung Maximilianeum di Monaco di Baviera. Il Collegio Superiore ogni anno eroga Borse di studio riservate ai Collegiali che desiderano recarsi all'estero per svolgere attività didattica o di ricerca finalizzata alla preparazione della tesi.
Il Collegio Superiore fa parte dell'ASSI, l'Alleanza delle Scuole Superiori d'Ateneo Italiane. Gli studenti iscritti a una delle Scuole dell'ASSI hanno facoltà ogni anno di partecipare ad alcune attività didattiche ed eventi organizzati dalle altre Scuole Superiori d'Ateneo facenti parte dell'alleanza.

## Benefici e agevolazioni
Nell'anno accademico 2024/25 gli studenti iscritti ai Corsi Ordinari (I e II ciclo) del Collegio Superiore usufruiscono dei seguenti benefici economici e agevolazioni:
- esonero da tasse e contributi per l'iscrizione ai corsi di studio (a eccezione dell’imposta di bollo, delle spese d’assicurazione e della tassa regionale);
- contributo finanziario a parziale copertura delle spese di vitto e di studio (compreso tra un minimo di euro 1.500 e un massimo di euro 3.000, determinato in base al valore dell'ISEE per prestazioni agevolate di diritto allo studio);
- alloggio e relativi servizi offerti negli spazi della Residenza Collegio Superiore Irnerio;
- tutorato da parte di docenti di alto profilo dell'Università di Bologna dell'area disciplinare e afferenti all'area disciplinare di ciascun collegiale;
- formazione interdisciplinare attraverso corsi e seminari integrativi e paralleli al percorso universitario;
- scambi nazionali e internazionali con altri istituti di eccellenza;
- partecipazione attiva alla promozione e all'organizzazione di attività culturali extradidattiche.[6]

Nell'anno accademico 2024/25 i Dottorandi iscritti all'I-PHD (III ciclo) del Collegio Superiore usufruiscono dei seguenti benefici economici e agevolazioni: 
- assegnazione di un contributo per la copertura parziale o totale delle spese di locazione abitativa;
- tutorato da parte di docenti di alto profilo dell'Università di Bologna appertenenti a un'area disciplinare diversa rispetto a quella del Dottorando;
- scambi nazionali e internazionali con altri istituti di eccellenza;
- attività di formazione e “coworking” interdisciplinare e internazionale su temi trasversali, volte alla disseminazione e divulgazione.